# سیس فان هاسلت
سیس فان هاسلت (انگلیسی: Cees van Hasselt; ۵ اکتبر ۱۸۷۲ – ۱۶ ژانویهٔ ۱۹۵۱) بازیکن فوتبال اهل پادشاهی هلند بود.